# Franziskanerinnen vom Göttlichen Herzen Jesu

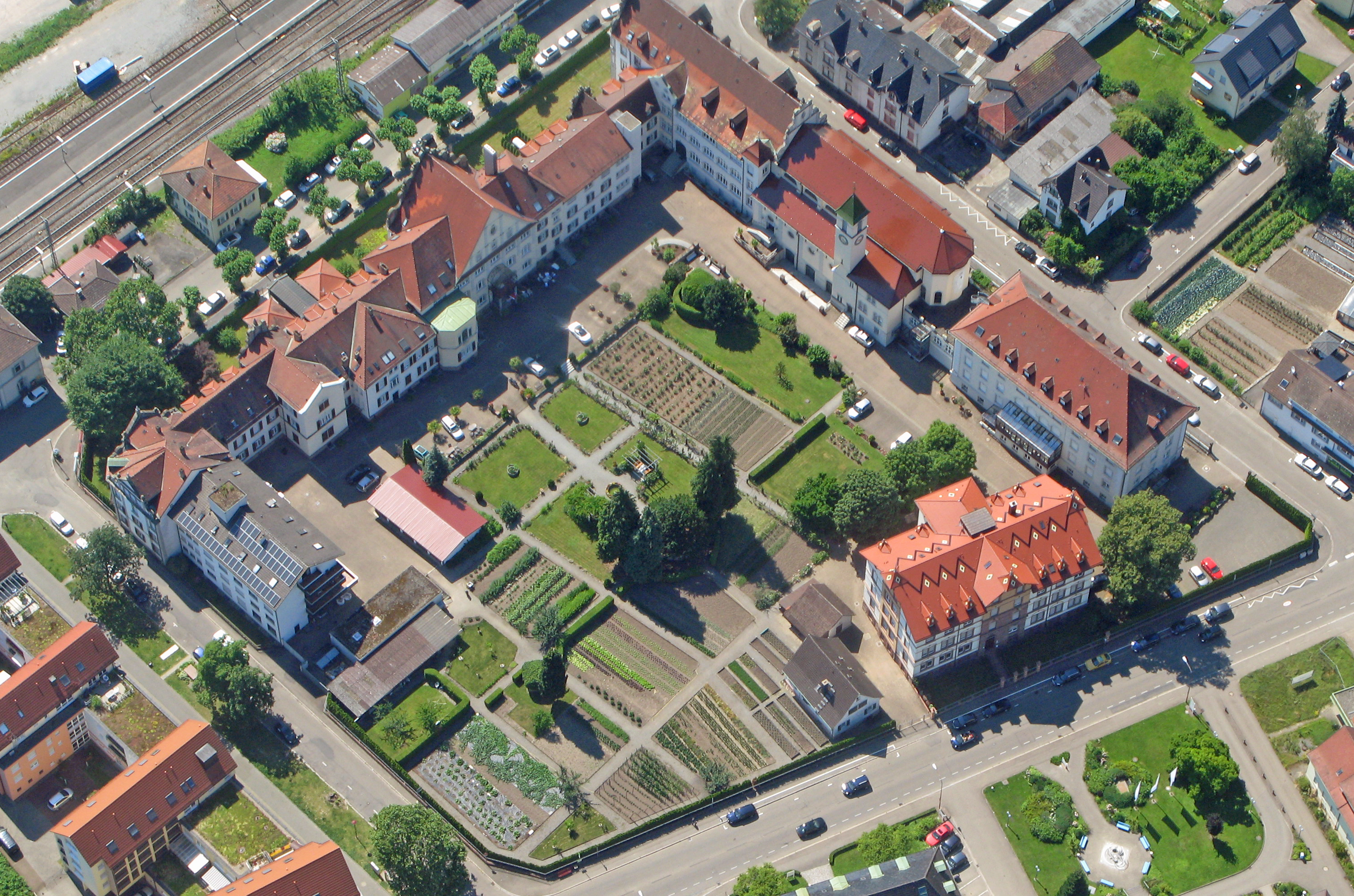
Luftaufnahme des Mutterhauses in Gengenbach

Die Kongregation der Franziskanerinnen vom Göttlichen Herzen Jesu ist eine römisch-katholische Ordensgemeinschaft des Regulierten Dritten Ordens des heiligen Franziskus von Assisi. Das Mutterhaus des Ordens befindet sich in Gengenbach (Baden-Württemberg). Die Kongregation wurde 1866 von dem Pfarrer Wilhelm Berger gegründet.

## Geschichte

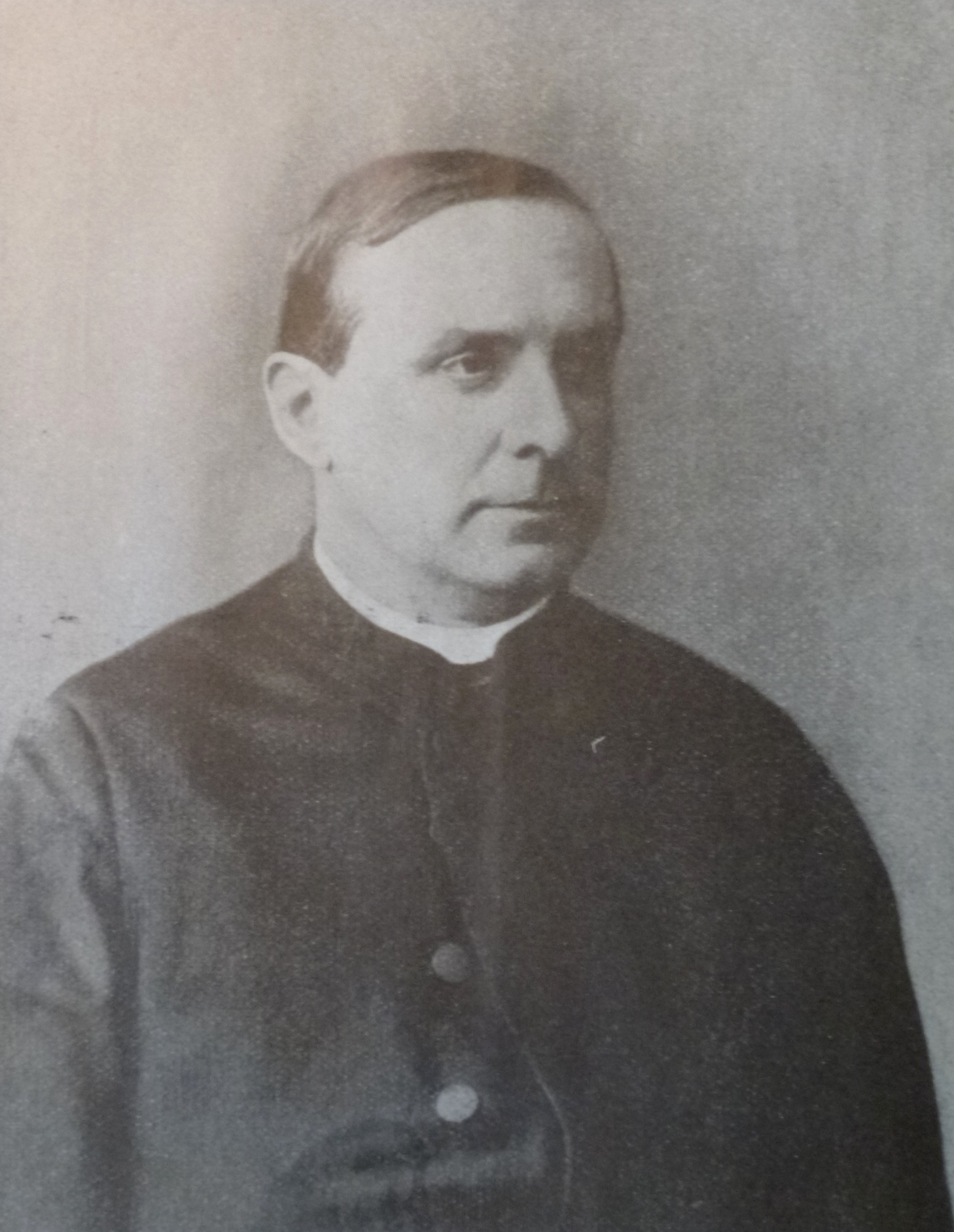
Pfarrer Wilhelm Berger

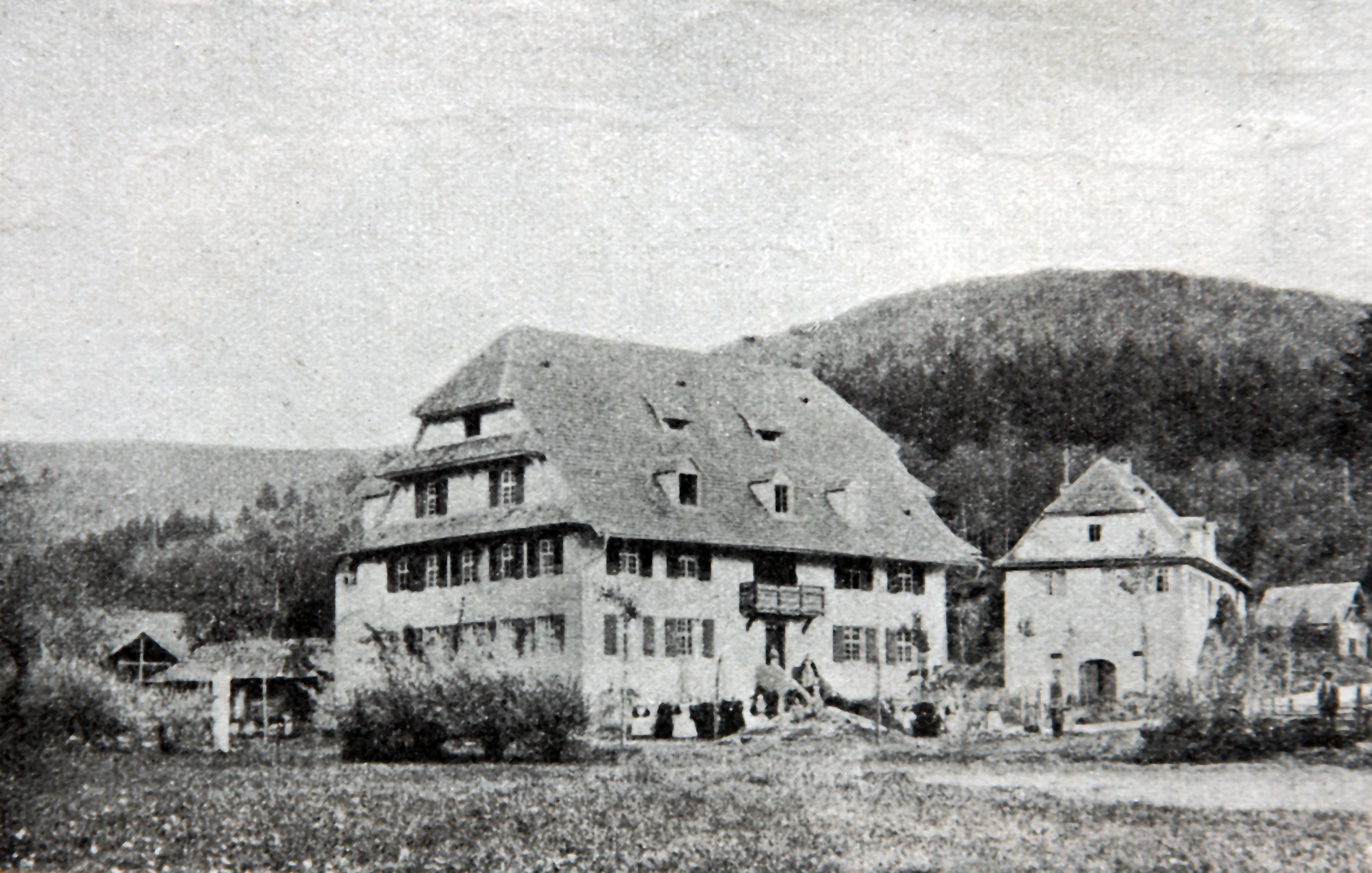
Der Tretenhof in Seelbach (Fotografie ca. 1867)

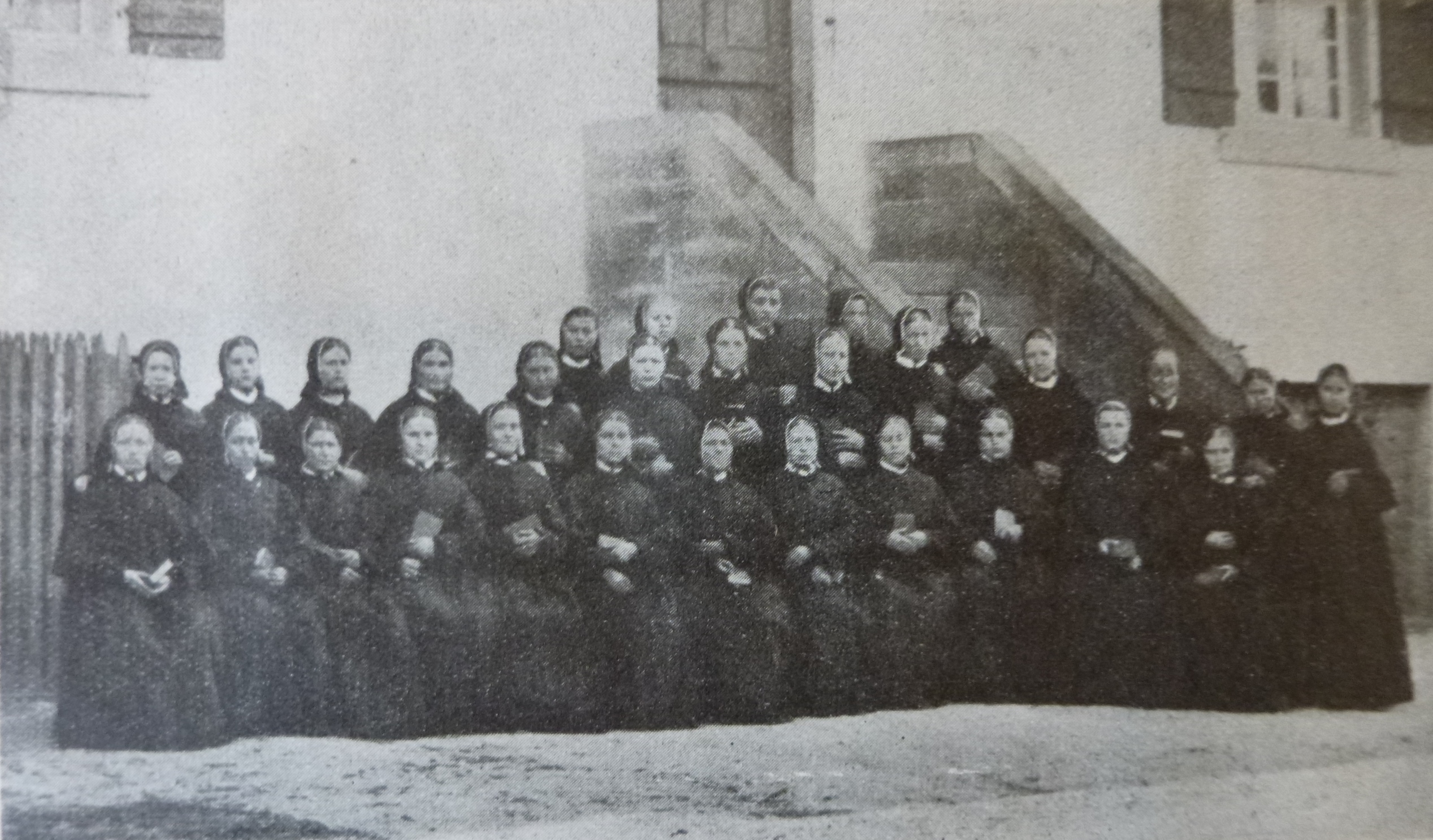
Die ersten Schwestern auf dem Tretenhof

Die Kongregation der Franziskanerinnen vom Göttlichen Herzen Jesu ist eine typische Ordensgründung des 19. Jahrhunderts. Soziale Missstände, Armut und mangelnde Krankenpflege als Folge der Industrialisierung motivierten häufig Priester, Frauengemeinschaften zu gründen und Antworten auf die Soziale Frage zu finden.

### 19. Jahrhundert
Unter der Leitung von Pfarrer Wilhelm Berger (* 1834 in Sasbach, † 1901 in Prinzbach) schlossen sich 1866 sechs junge katholische Frauen zunächst auf dem Lenzlishof und kurz danach auf dem Tretenhof im badischen Seelbach zu einer Gemeinschaft zusammen mit dem Ziel, notleidenden Menschen zu helfen. Bereits im Deutsch-Französischen Krieg 1870/71 dienten 26 Schwestern in Feldlazaretten in der Verwundetenpflege und wurden dafür von Großherzog Friedrich von Baden ausgezeichnet. Trotz dieser Verdienste gestalteten sich auf Grund des badischen Kulturkampfs die weiteren Anfangsjahre sehr schwierig. 1876 wurde die inzwischen auf 60 Schwestern angewachsene Gemeinschaft durch ministeriellen Erlass der badischen Landesregierung verboten und aufgelöst. 27 Schwestern wanderten nach Nordamerika aus und gründeten dort eine neue Gemeinschaft, die Franciscan Sisters Of The Sacred Heart mit Sitz in Frankfort (Illinois).
Die in Deutschland verbliebenen Schwestern fanden im Gengenbacher Spital eine neue Unterkunft und wirkten zunächst unerkannt als Kranken- und Altenpflegerinnen weiter.
1886 konnte das Bahnhofsrestaurant in Gengenbach erworben und der Grundstein für das Mutterhaus der Kongregation gelegt werden. Im gleichen Jahr wurde eine Kunst- und Paramentenwerkstatt ins Leben gerufen. Inzwischen waren 210 Schwestern auf 72 Stationen tätig. Um jungen Frauen eine Ausbildung zu ermöglichen, gründete die Gemeinschaft Haushaltungsschulen in Gengenbach (1887), Sancta Maria in Bruchsal (1888) und St. Elisabeth in Freiburg (1890). 1888 erwarben die Schwestern das Bernhardushaus und das St. Josefshaus (Stationen für die Kranken- und Altenpflege) in Karlsruhe. 1889 wurde das Studentenwohnheim Albertusburse in Freiburg eingerichtet.
Am 15. Oktober 1891 erhielt die Kongregation die kirchliche Anerkennung und untersteht seitdem der Jurisdiktion des jeweiligen Erzbischofs von Freiburg. Auf dem ersten Generalkapitel am 23. Oktober 1891 wurde Schwester Antonia Spinner zur ersten Generaloberin gewählt. 1892 wurde der Schwesternschaft die staatliche Anerkennung durch das Großherzogliche Ministerium in Baden erteilt. 1894 wurde die Gemeinschaft als Körperschaft öffentlichen Rechts anerkannt, und es erfolgte die Aggregation zum Ersten Orden der Franziskaner (OFM). Das starke Anwachsen der Gemeinschaft (1891 waren 304 Schwestern auf 110 Stationen tätig) erforderte den Neubau des Mutterhauses (1892/93) in Gengenbach und der Haushaltungsschule St. Anna auf dem Mutterhausgelände (1896/97).

### 20. Jahrhundert
Mit Beginn des 20. Jahrhunderts und trotz der schwierigen politischen Verhältnisse wuchs die Zahl der Schwestern beständig an. 1923 waren über 1.000 Profess-Schwestern (Schwestern, die ihr Gelübde auf Lebenszeit abgelegt haben) Mitglied der Kongregation. Daher war auch der Bau einer Mutterhauskirche auf dem Mutterhausgelände erforderlich. Diese konnte 1914 unter der Leitung von Oberbauinspektor Johannes Schroth aus Karlsruhe begonnen werden, die Fertigstellung erfolgte 1915; auf dem Hochaltar, geschaffen von der Firma Gebrüder Moroder, sind die Heiligen Gertrud und Theresia dargestellt, ferner das Herz Jesu und als Relief Gott Vater.
1929 konnten die Schwestern das neu gebaute Exerzitienhaus einweihen, in dem auch ein Kindergarten und ein Kindergärtnerinnen-Seminar untergebracht wurden. Eine landwirtschaftliche Frauenschule wurde 1930 auf dem Gengenbacher Klosterhof Abtsberg eröffnet und 1937 durch die Nationalsozialisten wieder geschlossen.
Seit 1933 trägt die Kongregation mit staatlicher und kirchlicher Genehmigung den offiziellen Titel "Franziskanerinnen vom Göttlichen Herzen Jesu in der Erzdiözese Freiburg mit dem Mutterhaus in Gengenbach".
1936 werden 9 Missionarinnen nach Chile entsendet. Die Schwestern gründen dort Schulen, Altenheime, Internate und ein Krankenhaus in Purulón.
1937 entzieht die NS-Regierung den Haushaltungsschulen und Kindergärten der Franziskanerinnen die staatliche Genehmigung und zwingt sie zur Schließung.
1945 Gründung des Erholungshauses "St. Josefshaus" in Engelberg/Schweiz.
1956 wird die St. Josefklinik in Offenburg fertiggestellt und die Krankenpflegeschule eröffnet. 2010 verkaufen die Schwestern die St. Josefsklinik mit der Krankenpflegeschule an den Ortenaukreis. Sie ist heute Teil des Ortenau Klinikums Offenburg-Kehl.
1966 Bau der "Katholischen Fachschule für Sozialpädagogik" mit Seminarkindergarten in Gengenbach.
1971 errichten die Schwestern das Wohn- und Pflegeheim "Haus Bethanien" auf dem Gengenbacher Abtsberg.
1990 reagieren die Schwestern auf die Not der Zeit, die neue Seuche AIDS. Sie eröffnen in einem alten Gasthof in Oberharmersbach das erste AIDS-Hospiz in Deutschland "Haus Maria Frieden", das 2017 an das Vinzentiushaus in Offenburg übergeben wurde. Drei Schwestern werden nach Peru ausgesendet, um dort ein Schulzentrum für behinderte Kinder zu leiten.
1999 Gründung des geistlichen Zentrums für gottsuchende Menschen "Haus La Verna" im ehemaligen Abtsberghof. Der Träger des Hauses ist der Verein Spoleto e. V. (Franziskanisches Werk für Evangelisierung).
2018 übergeben die Franziskanerinnen die Fachschulen in Bruchsal und Gengenbach in die Geschäftsführung des Erzbistums Freiburg.
Die Schwestern betreiben auf dem Mutterhausgelände in Gengenbach einen Klosterladen mit Kerzenwerkstatt, der 2015 renoviert und modernisiert wurde. Im Exerzitienhaus können sich kirchliche Gruppen und Pilger einmieten.

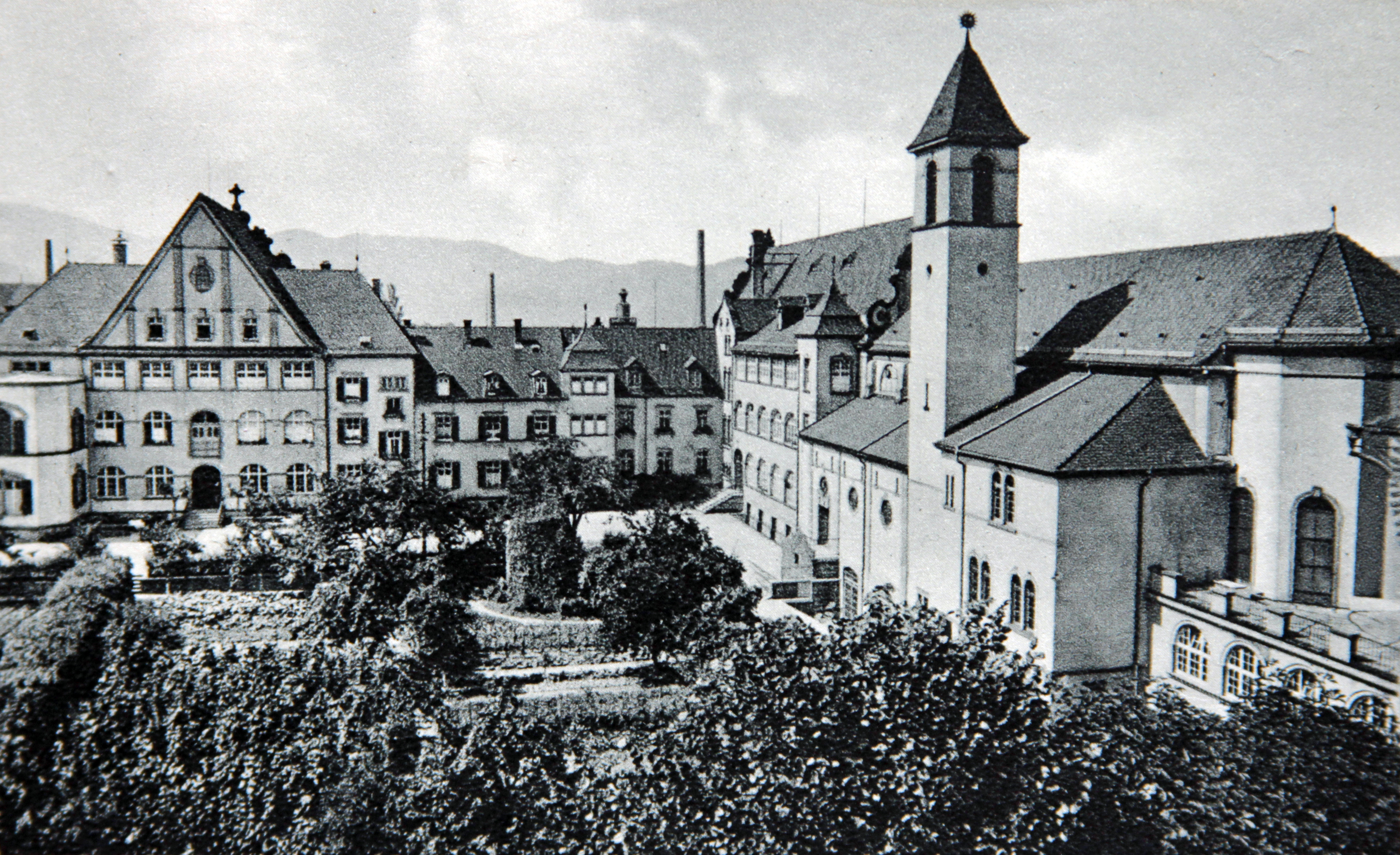
Das Mutterhaus in Gengenbach mit Mutterhauskirche (eingeweiht 1915)

## Generaloberinnen
- Michaela Bertsch (seit 2012)
- Sixta Zapf (2006–2012)
- Gebharda Frank (1994–2006)
- Bonaventura Kiefer (1988–1994)
- Angela Volk (1970–1988)
- Stanislava Götzmann (1951–1970)
- Ermelindis Mendler (1924–1951)
- Theresia Kramer (1906–1924)
- Antonia Spinner (1891–1906) (1. Generaloberin in Gengenbach)
- Katharina Schindler (1866–1874) (Vorsteherin auf dem Tretenhof)